# Фівос Деліворіас
Фівос Деліворіас (грец. Φοίβος Δεληβοριάς нар. 29 вересня 1973) — грецький рок-музикант, співак та автор пісень родом з Каллітеї, Аттика.

## Кар'єра
1988 року у віці 15 років, він приніс касету із записом своїх пісень до Маноса Хадзідакіса. І через рік у листопаді вийшов його дебютний альбом «Η παρέλαση».
Його другий диск вийшов липні 1995 року, і отримав назву «Η ζωή μόνο ετσι ειν 'ωραία». У тому ж році він вперше взяв участь в концерті разом із Діонісісом Савопулосом.
Через три роки він записав свій третій альбом з назвою «Χάλια».
Влітку 2003 року виходить ще один його альбом з назвою «Ο καθρέφτης». Через п'ять років він випустив свій четвертий альбом «Οι απίθανοι περιπέτειες».
2010 року він випустив свій п'ятий альбом «Ο Αόρατος Άνθρωπος».
Останній його альбом «isαλλιθέα» вийшов у листопаді 2015 року.

## Концерти
Останні концерти відбувалися:
- клуб Fuzz в Афінах 22 грудня 2010 року;
- Літографіо в Патрі 20 січня 2011 року[3];
- Liveαία Live 11 березня 2010 року в Салоніках.

## Дискографія
Foivos Delivorias випустив такі альбоми:
- 1989: Η έαρέλαση
- 1995: Η Ζωή Μόνο Έτσι Είν 'Ωραία
- 1998: Χάλια (Безлад)
- 2003: Ο καθρέφτης
- 2007: Έξω (зовні)
- 2010: Ο Αόρατος Άνθρωπος
- 2015: Καλλιθέα (Каллітея)

Компіляції: 
- 2008: Οι Απίθανες Περιπέτειες του Φοίβου Δεληβοριά